# Inmigración uruguaya en Australia
Desde mediados de siglo XX Australia se ha consolidado como uno de los destinos más elegidos por los uruguayos para emigrar. Según el censo de 2006 había residiendo en Australia un total de 9,376 ciudadanos nacidos en Uruguay, mientras que 6.485 declararon tener ascendencia uruguaya, ya sea parcial o completa.
La mayoría de los uruguayos y sus descendientes en Australia se concentran en los estados de Nueva Gales del Sur y Victoria.

## Reseña histórica
Australia vio un flujo importante de ciudadanos uruguayos cuando el país sudamericano se encontraba bajo una dictadura militar en la década de 1970.